# Thorsten Jantschek
Thorsten Jantschek (* 1966 in Offenbach am Main) ist ein deutscher Philosoph und Journalist. Er leitet seit 2004 die Redaktion „Religion und Gesellschaft“ von Radio Bremen und ist Lehrbeauftragter am Institut für Philosophie der Universität Bremen.
Thorsten Jantschek wuchs in einem evangelischen Elternhaus auf, später trat er aus der Kirche aus.

## Publikationen (Auswahl)
- Scharfsinnige Party im „Raum der Gründe“. Rezension von: Wilfrid Sellars: Der Empirismus und die Philosophie des Geistes. In: Frankfurter Rundschau, 13. Oktober 1999.
- Rezension von: Richard Rorty: Die Schönheit, die Erhabenheit und die Gemeinschaft der Philosophen. Frankfurt am Main 2000. / R. Rorty: Wahrheit und Fortschritt. Frankfurt a. M. 2000. In: Frankfurter Rundschau, 18. Oktober 2000.
- Dynamisch permeabel, Schätzchen! Wenn die x den y liebt, weil ihr dessen Eigenschaft f gefällt: Philosophische Annäherungen an die Liebe. Rezension von: Dieter Thomä (Hrsg.): Analytische Philosophie der Liebe. Paderborn 2000. In: Frankfurter Rundschau, 6. Dezember 2000.
- Die Natur des Universums begreifen – Der Sprachphilosoph John R. Searle verteidigt den Common Sense-Realismus. Rezension von: J. R. Searle: Geist, Sprache und Gesellschaft. Frankfurt a. M. 2001. In: Frankfurter Rundschau, 21. Juli 2001.
- Völker, woher kommen die Signale? Der große amerikanische Philosoph und Logiker Hilary Putnam wird heute 75 Jahre alt. In: Frankfurter Rundschau, 31. Juli 2001.
- Skizze mit Tannenbaum – Wittgensteins „Philosophische Untersuchungen“ liegen nun in einer kritisch-genetischen Edition vor. In: Frankfurter Rundschau, Literaturbeilage Herbst 2001.
- Guerilleros in aller Welt, entrüstet euch! In seiner „Philosophie der Sensation“ zeichnet Christoph Türcke das paradoxe Bild einer Gesellschaft, die vor lauter Aufruhr nichts mehr anrührt. In: Berliner Zeitung, 14. Oktober 2002.
- Seien Sie mal nicht so stolz auf Ihr Ich! Den absolut freien Willen schenkt man ihm gern: Aber Michael Gazzaniga hat auch einige Einsichten zu bieten, die unter Neurowissenschaftlern nicht selbstverständlich sind. In: Frankfurter Allgemeine Zeitung, 1. März 2012, S. 32.